# Antoine Guiot
Pour les articles homonymes, voir Guiot.
Antoine Guiot, né le 2 août 1738 à Arnay-le-Duc en Bourgogne et mort le 10 novembre 1790 à Paris, est un avocat et homme politique français, député du tiers état aux États généraux de 1789.

## Biographie
Antoine Guiot est né le 2 août 1738 à Arnay-le-Duc en Bourgogne,. Il est le fils d'Antoine Guiot, avocat en Parlement, et de Jeanne Lambert,.
Il sert dans la gendarmerie de la maison du roi et fait les campagnes de Hanovre.
Il est ensuite avocat,,, et échevin d'Arnay-le-Duc en 1776. Il épouse la fille unique d'Élie Bullier, greffier en chef des bailliage et chancellerie d'Arnay-le-Duc.
Le 28 mars 1789,, il est élu député du tiers état du bailliage de l'Auxois aux États généraux,,,, avec 94 voix sur 158.
À l'Assemblée nationale constituante, il intervient le 19 août 1789 pour donner son avis sur rédaction de la Déclaration des droits de l'homme et du citoyen. Selon lui, « il faut remonter au principe générateur et en suivre les conséquences. Il existe, et il doit en exister un qui embrasse tous les droits et tous les devoirs de l'homme ; c'est celui de veiller à la conservation de son être ; les autres n'en sont que la suite naturelle ». Il intervient aussi en août 1790 pour défendre les intérêts de la commune d'Arnay-le-Duc.
Il est maire d'Arnay-le-Duc, en 1790.
Il meurt le 10 novembre 1790 à Paris, d'une attaque de goutte.

## Armoiries
De sinople à un lion rampant d'or, accolé d'azur à un chevron d'or accompagné de trois coquilles d'argent posées deux et une.